# 북한강 자전거길

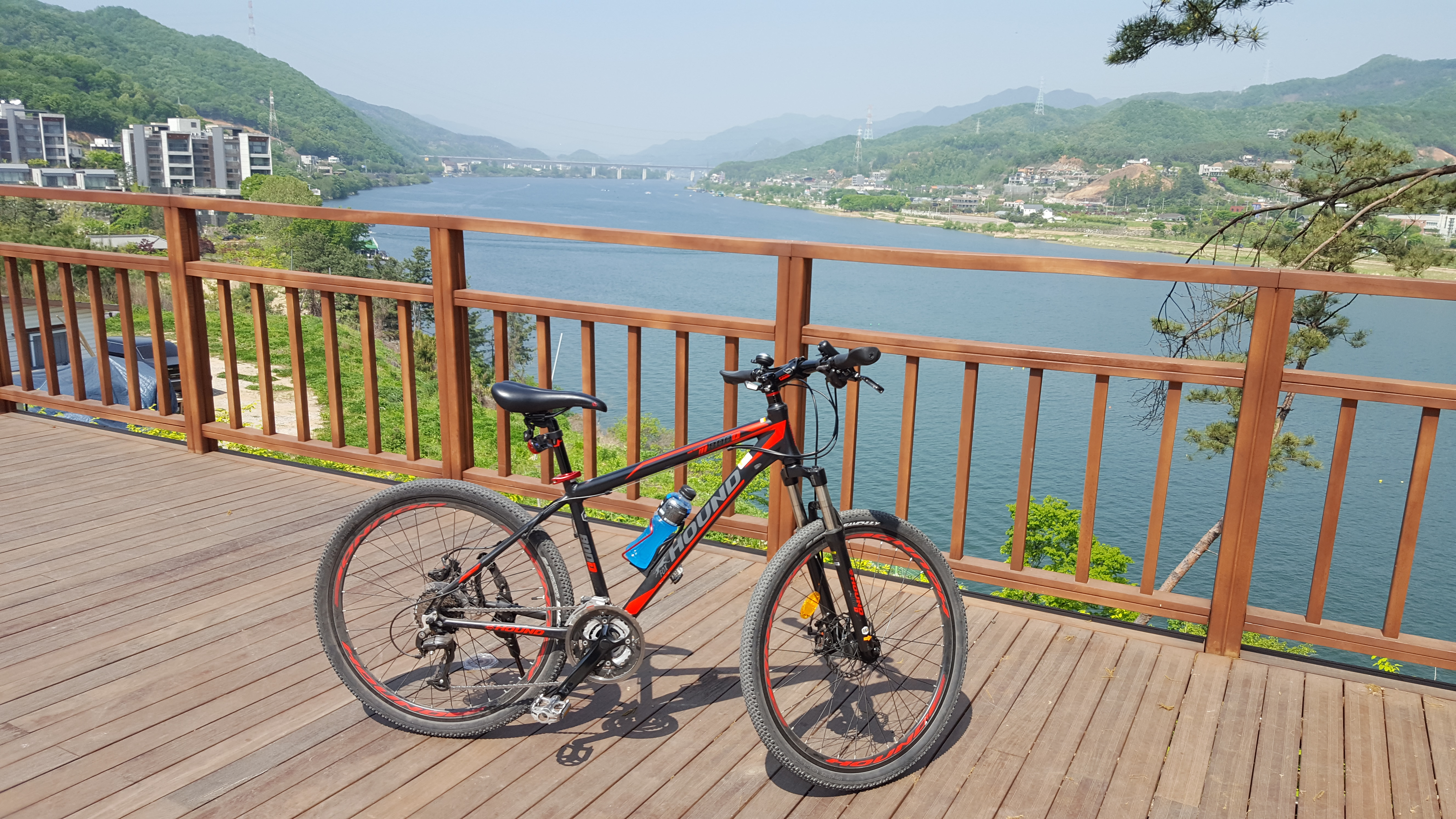
북한강 자전거길

북한강 자전거길(北漢江 自轉車길)은 구 북한강철교 서단과 춘천시 신매대교를 잇는 자전거도로이다. 기존 한강공원등 서울특별시, 구리시, 남양주시가 조성한 한강 자전거도로, 남한강 자전거길, 경춘선 자전거길과 연결된다. 대성리에서 춘천 부근의 구간은 구 경춘선 선로를 일부 활용하여 터널구간도 있다. 청평에서 가평에 이르는 구간은 옛 경춘선을 따라가기 때문에 북한강 대신 조종천과 상천천, 달전천을 따라간다.

## 같이 보기
- 한강공원
- 경인아라뱃길
- 남한강 자전거길